# Naufragio del Esmeralda

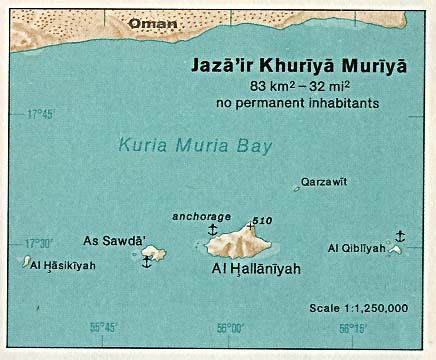
Mapa del sur de Omán mostrando la isla de Al Hallaniyah.

El naufragio del Esmeralda y del São Pedro, barcos pertenecientes a la flota de la segunda expedición de Vasco da Gama a India, ocurrió durante la era de los descubrimientos, en mayo de 1503 frente a las costas del sur de Omán debido al mal tiempo.
Luego de haber descubierto una ruta marítima entre Europa y la India, Vasco da Gama fue nombrado Almirante por el rey de Portugal Don Manuel I y puesto al mando de una flota de 20 barcos fuertemente armados, preparados para combatir a los mercantes musulmanes con los que la primera expedición de Vasco da Gama se había enfrentado. Vasco da Gama fue a la India y retornó dejando un escuadrón de cinco barcos dirigido por su tío Vicente Sordré para proteger las fábricas portuguesas en India.
En lugar de ello, Vicente Sordré al mando del Esmeralda, su hermano Brás al mando del São Pedro y el resto de la flota, partieron hacia el golfo de Adén para combatir a los mercantes árabes. En mayo de 1503, frente a las costas del sur de Omán sufrieron los embates de una tormenta en la que naufragaron el Esmeralda y el São Pedro.

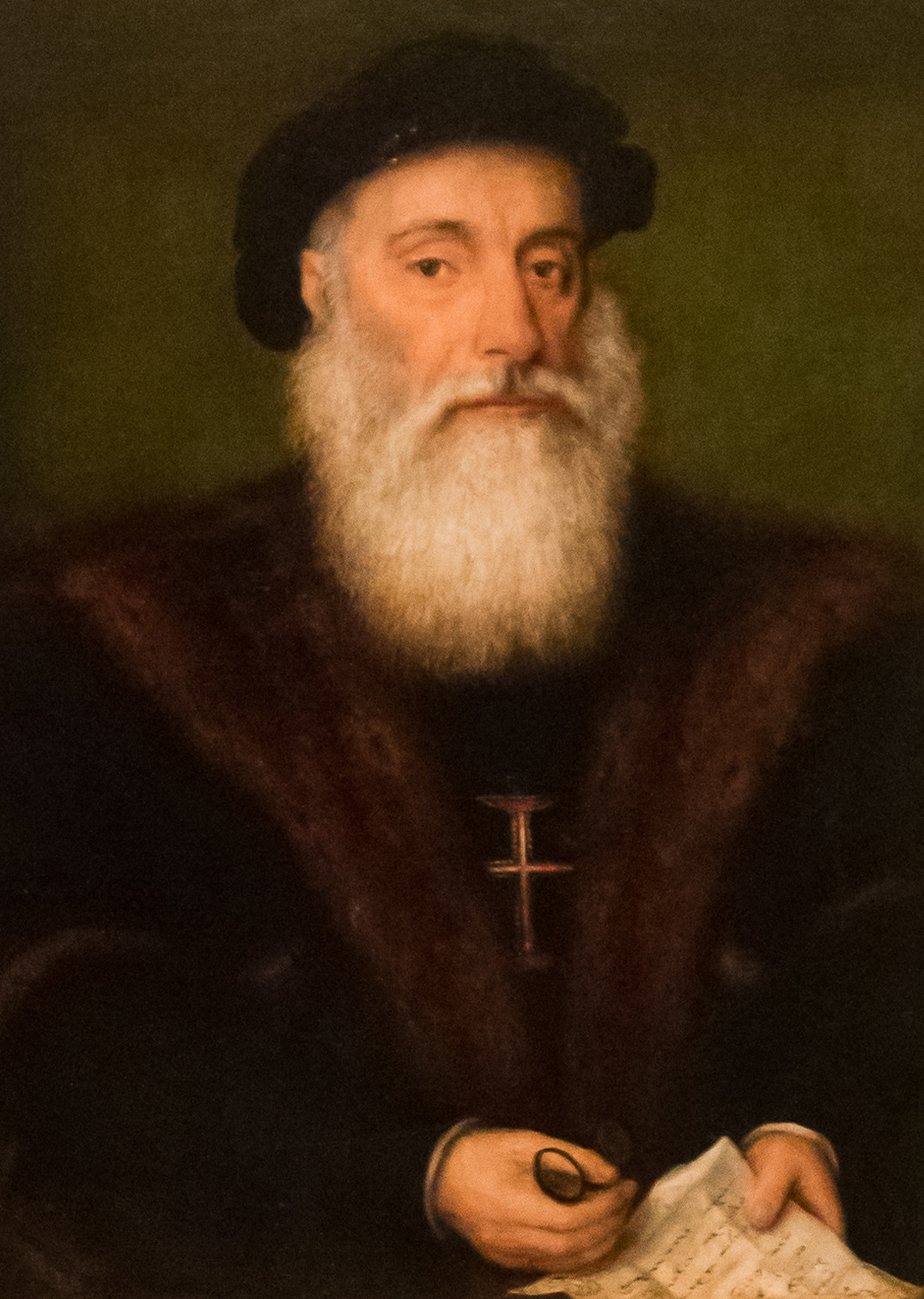
Vasco de Gama, retrato de Gregorio Lopes.

Luego de una extensa revisión de los archivos portugueses, en 1998 un equipo de búsqueda británico logró ubicar balas de cañón de los barcos en el sitio del naufragio frente a las costas de la isla de Al Hallaniyah. En colaboración con el Ministerio de Patrimonio y Cultura de Omán, se organizó entre 2013 y 2016 una expedición para recuperar los restos del naufragio. Debido al tiempo transcurrido desde el naufragio, poco o nada queda de los barcos. Sin embargo, se logró recuperar unos 2800 artefactos los cuales permitieron confirmar que se trataba de un barco portugués, muy probablemente el Esmeralda.
Entre los artefactos más notables, se encontró una campana de barco encajada bajo una gran roca. Se encontraron también 12 cruzados (monedas) portugueses de los reinados de Joao II y de Don Manuel I.
Otro objeto singular encontrado es un disco de aleación de cobre con el escudo de armas de Portugal y el emblema personal de Don Manuel, que probablemente formaba parte de un instrumento de navegación. Hoy se cree que es el astrolabio más antiguo del mundo. Los artefactos encontrados serán expuestos en el Museo nacional de Omán.
El supervisor de la exploración por parte del Ministro de Patrimonio y Cultura de Omán explicó que esta primera excavación submarina ha inspirado a las autoridades de su país a realizar otras exploraciones en las aguas del sultanato.